# 比措·本采
比措·本采（匈牙利語：Biczó Bence，1993年1月19日—）生于佩奇，是一名匈牙利男子游泳运动员，主攻蝶泳。他童年时居住在瑙吉考尼饒，6岁时开始练习游泳。2007年，他为了提升水平，和家人一同移居至佩奇。2009年，他在欧洲青少年奥林匹克运动会上获得一枚金牌和一枚银牌，这是他在国际主要赛事首次获得奖牌。2010年8月，他在新加坡举行的第一届青奥上摘得男子200米蝶泳金牌。